# Web Serie Apps
Apps - Una Aventura Touch es una Web Serie de Comedia chilena, que narra la historia de un abuelo en un asilo de ancianos (Don Chochín - Fernando Alarcón y recibe una tablet con poderes mágicos. Actualmente está al aire la primera temporada que cuenta con 10 capítulos, y se emite uno nuevo cada semana a través de Youtube. La duración de cada capítulo es entre 3 y 6 minutos.
Apps - Una Aventura Touch está escrita por Sebastian Oliveros y dirigida por Gabriel Poblete y producida por Buho Films.
El fenómeno mundial de las web series es un hecho y Chile se encuentra con el atractivo proyecto de la productora Buho Films y su Web serie “Apps”. Es una importante señal que figuras del cine y la TV sean parte de este nuevo formato.
Que Fernando Alarcón, destacado actor y comediante nacional, haya sido protagonista de los principales hitos del humor en Chile, inició la televisión junto a Eduardo Ravani y Jorge Pedreros, estuvo en el primer programa en transmitir en colores y ahora también dijo presente en la nueva era de la televisión (Televisión digital). En esta gran apuesta encarna a “Don Chochín”, anciano de 85 años, nada tecnológico, que descubre un mundo nuevo cuando lo visita su nieto Guille, interpretado por el actor Eyal Meyer (Las 2 Carolinas, 39 escalones), y deja olvidada en el asilo su Tablet con poderes mágicos.
Ese es el inicio de una aventura tecnológica que llevará a don Chochín a descubrir y experimentar situaciones que jamás imaginó. Por otro lado, el amor remece la vida de don Chochín cuando llega una sexi enfermera que tiene la misión de cuidar al “viejito”: interpretado por la destacada actriz Patricia López, quien interpreta a Malena, malvada mujer que odia a los hombres y esconde oscuras intenciones.

## Historia
Don Chochín (Fernando Alarcón), 85 años, enchapado a la antigua, le cambia la vida cuando su nieto científico Guille (Eyal Meyer) lo visita en la casa de reposo y deja olvidado su tablet que tiene poderes especiales.
Desde ese día Don Chochín descubre un mundo nuevo y desconocido, y vivirá fantásticas aventuras que a su edad nunca imagino vivir...pero todo cambia con la llegada de una nueva enfermera del asilo de ancianos (Patricia López) pues a pesar de su aparente amor por los abuelitos, tiene maléficas intenciones...

## Personajes
- Don Chochín: Abuelo de Apps. Viudo de Míguela Brunet.  Su verdadero nombre es Luis Nicasio Del Solar, sus amigos más cercanos de cariño le decían Luchin pero su nieto Guille cuando pequeño no podía pronunciar Luchin y prenunciaba Chochin.
- Malena: Enfermera villana de Apps
- Guille: Nieto científico de Apps

## Aparición en Medios
- / Canal 13 Chile / Programa Ridículos Chile
- / TVN Chile / Programa Buenos Días a todos
- / Revista Glamorama: "Fernando Alarcón con toda la chispa y Patty López muy sexy protagonizan nueva serie web"
- / Radio Agricultura: "“APPS”: La nueva web serie chilena que innovará en el formato audiovisual"
- / Radio Bio Bio: "Apps, la web serie que pretende cambiar las aplicaciones"
- / The Appdate Santiago: "Descubre la web serie que cambiará la historia de las APPS" (enlace roto disponible en Internet Archive; véase el historial, la primera versión y la última).